# Microsoft FUSE Labs
Il Microsoft's FUture Social Experience (FUSE) Labs (Lett. Laboratorio per le esperienze sociali future di Microsoft) è un'azienda di ricerca appartenente a Microsoft.
Fondata da Ray Ozzie, è attualmente diretta da Lili Cheng e ha come scopo l'implementare nuove funzionalità riguardo alle esperienze in tempo reale. Ha uffici a Redmond, a Cambridge nel Massachusetts e a Cambridge nel Regno Unito.
Un progetto simile fu il Microsoft Live Labs, una collaborazione fra Microsoft Research e MSN che terminò nel 2010.
Fra i progetti più importanti del gruppo troviamo Bing Twitter, Docs.com e So.cl.